# Nưa chuông
Nưa chuông hay khoai nưa hoa chuông (danh pháp hai phần: Amorphophallus paeoniifolius) là loài thực vật nhiệt đới thuộc họ Ráy.
Nưa chuông có nguồn gốc Đông Nam Á, hiện có mọc dại ở Sri Lanka, Philippines, Malaysia, Indonesia và các nước Đông Nam Á khác. Tại Ấn Độ, cây chủ yếu trồng ở các bang West Bengal, Kerala, Andhra Pradesh, Maharashtra và Orissa.

## Tham khảo

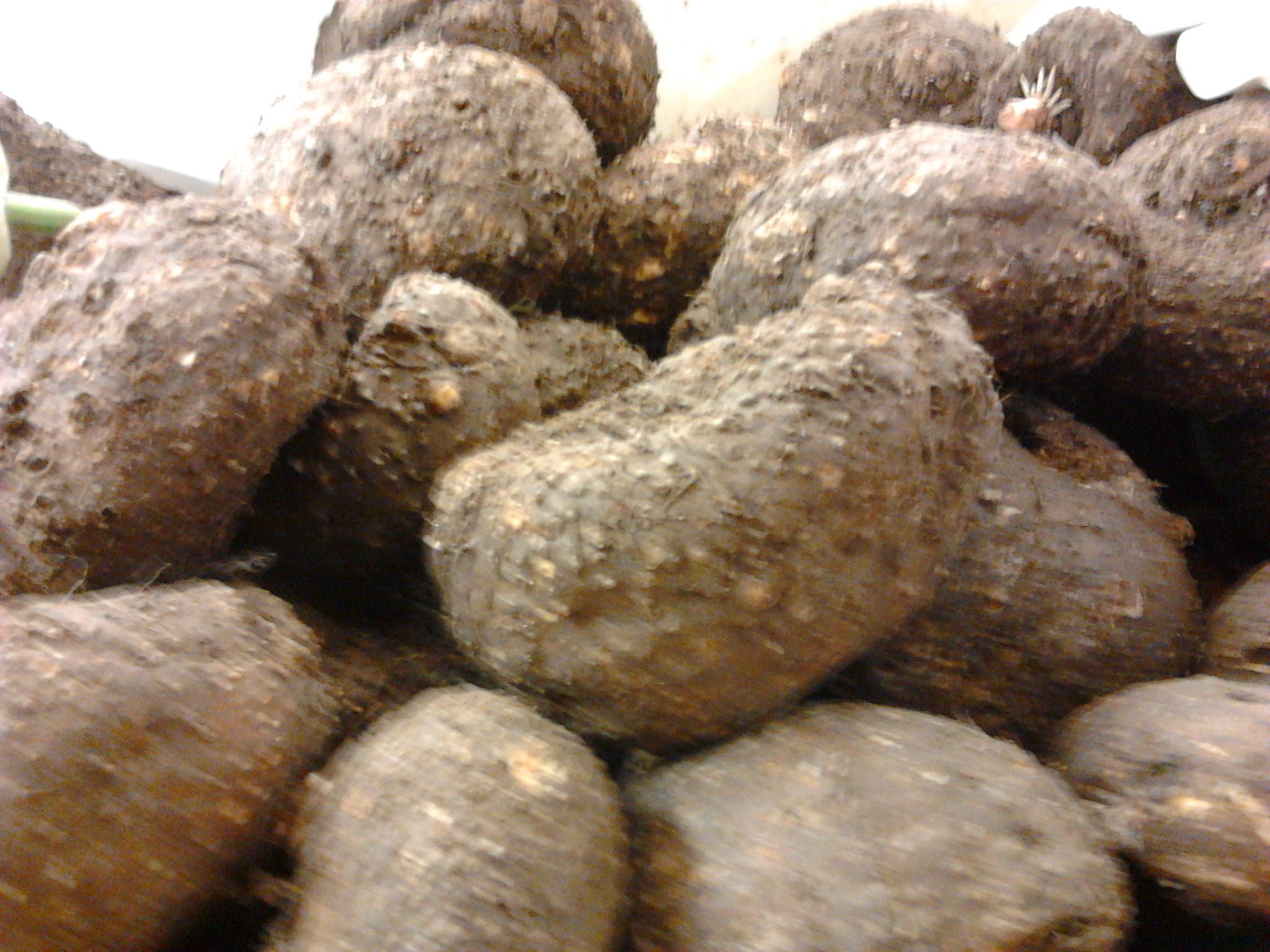
Củ nưa chuông